# Villeguillo
Villeguillo er en by og kommune i det centrale Spanien i provinsen Segovia. Den har et indbyggertal på 120 (2024) indbyggere.